# Cymodoce emarginata
Cymodoce emarginata är en kräftdjursart som beskrevs av Leach 1818. Cymodoce emarginata ingår i släktet Cymodoce och familjen klotkräftor. Inga underarter finns listade i Catalogue of Life.